# Márcia (cantora brasileira)
Márcia Elizabeth Barbosa Machado de Souza (São Paulo, 25 de novembro de 1943), mais conhecida simplesmente como Márcia, é uma cantora brasileira.
Viúva do locutor esportivo Silvio Luiz, suas gravações de "Ronda" (Paulo Vanzolini) e "Eu e a Brisa" (Johnny Alf) são seus maiores sucessos.

## Biografia
Em 1958, foi contratada pela TV Tupi, por indicação de Kalil Filho e do maestro Érlon Chaves, que a conheceu cantando em sua orquestra. Em 1960, foi trabalhar na Rádio Farroupilha, de Porto Alegre e na TV Piratini, época em que sua voz começou a ser reconhecida e agraciada com vários prêmios.
De volta a São Paulo, depois de um período apresentando-se em boates, teatros e emissoras de TV, veio a era dos festivais. Em 1965, recebeu o Berimbau de Ouro (melhor cantora) pela interpretação de "Miss Biquíni" (de Silvio Mazzuca) no 1º Festival de Música Popular Brasileira, da TV Excelsior. Dois anos depois, defenderia aquela canção que se tornaria uma de suas "marcas registradas" — "Eu e a Brisa", de Johnny Alf, no 3º Festival da Música Popular Brasileira (TV Record), que nem sequer foi classificada à fase final.
Em 1968, "Eu e a Brisa" seria o carro-chefe de seu primeiro disco, lançado pela gravadora Odeon e que tinha também "Pra Machucar Meu Coração" (Ary Barroso) e "Aula de Matemática" (Tom Jobim e Marino Pinto), entre outras. Nesse mesmo ano, lançou o "Show/Recital", com Baden Powell e os Originais do Samba.
Em 1970, gravou o compacto duplo que tinha "E Lá Se Vão Meus Anéis" (Eduardo Gudin e Paulo César Pinheiro), "Minha" (Francis Hime e Ruy Guerra), "Eu e o Crepúsculo" (Johnny Alf) e "Fé Manhã" (Baden Powell e Paulo César Pinheiro).
Em 1972, fez shows em Portugal, com Baden Powell e Vinícius de Morais. No ano seguinte, além de lançar o álbum "Rimas", com músicas de Noel Rosa ("Ilustre Visita") e Assis Valente ("Fez Bobagem"), apresentou-se ainda no Expo-Som 73, com Leny Andrade, Simone e Ari Vilela, show gravado ao vivo e foi lançado em disco.
Em 1974, veio o espetáculo "O importante é que a nossa emoção sobreviva", com Eduardo Gudin e Paulo César Pinheiro, que também gerou um disco, gravado durante a longa temporada do Teatro Oficina e o segundo volume, dois anos depois.
Em 1977, gravou outro de seus maiores sucessos, "Ronda", de Paulo Vanzolini.
Nos anos 80 e os anos 90, voltou a se apresentar com a dupla Gudin e Pinheiro, e gravou vários álbuns.

## Discografia
- Eu e a brisa (1968)
- Show/Recital. Baden Powell. Márcia. Os Originais do Samba (1968)
- Márcia (1969)
- E lá se vão meus anéis/Minha/Eu e o crepúsculo/Fé manhã (1969)
- Márcia vol. II (1970)
- Márcia vol. 3 (1970)
- Rimas (1973)
- Expo-Som 73 — ao vivo, com Leny Andrade, Simone e Ari Vilela (1973)
- O importante é que a nossa emoção sobreviva — com Eduardo Gudin e Paulo César Pinheiro (1975)
- O importante é que a nossa emoção sobreviva nº 2 — com Eduardo Gudin e Paulo César Pinheiro (1976)
- Ronda (1977)
- Eu só queria ser (1983)
- Pra machucar seu coração-vol. 1 (1996)
- Tudo o que mais nos uniu — com Eduardo Gudin e Paulo César Pinheiro (1996)
- Pra machucar seu coração-vol. 2 (1997)
- Cartola 90 anos — com Élton Medeiros (1998)